# Réserve naturelle de Magadan
La Réserve naturelle de Magadan (en russe : Магаданский заповедник) (également Magadanski) est un zapovednik russe (réserve naturelle stricte) situé dans quatre secteurs différents de la région de Magadan en Extrême-Orient russe, y compris la rive nord de la mer d'Okhotsk. La superficie totale est de 8838 km². Tous les sites sont éloignés les uns des autres, ont des climats, une topographie, une flore et une faune différents, et aucun peuplement ou itinéraire de transport. Sur les ruisseaux du territoire se trouvent certains des plus grands sites de frai intacts du saumon kéta et coho. Un secteur, l'île de Yamskogo, abrite des colonies d'oiseaux de mer, avec un total de jusqu'à 6 millions d'oiseaux individuels. Il s'agit notamment de guillemots, guillemots à lunettes, puffins et macareux. La réserve est située dans le district d'Olsky de l'oblast de Magadan,. Récemment, la réserve a expérimenté des visites très limitées de bateaux de croisière (moins de 200 passagers) dans l'une des îles, et des plans sont à l'étude pour accroître l'écotourisme éducatif dans la zone très inaccessible.  

## Topographie
Le plus grand secteur, Cava Chelomdzhinskogo (624 456 hectares), se trouve dans le coin sud-ouest de Magadan. Elle est séparée de la mer d'Okhotsk par deux réserves naturelles régionales (la Kava et la Kavinskaya). Le deuxième secteur en importance est la terre Seymchansky (117 839 ha) à l'intérieur des terres le long de la rivière Colima, à 520 km de la ville de Magadan. Le troisième secteur en importance est la zone d'Ola (103 434 ha) sur la péninsule de Koni qui s'étend jusqu'à la mer d'Okhotsk. Le quatrième secteur est la parcelle de Yamskogo (38 809 ha), dans le sud-ouest de la région, elle-même divisée en sous-sections côtières, plaines inondables et insulaires. 

## Climat et écorégion
Magadan est situé dans l'écorégion de la toundra de montagne Cherskii-Kolyma. Cette écorégion couvre les régions montagneuses du nord-est de la Sibérie. C'est une écorégion de froid extrême et d'aridité extrême. 

## Faune et flore
Plus de la moitié du territoire de la réserve est constituée de forêts de conifères, principalement de mélèzes (Larix gmelinii). La deuxième espèce d'arbre la plus courante est le genévrier rampant. Parmi les mammifères, les espèces communes sont les campagnols, les tamias, le pika, le lièvre, l'ours brun, le renard, la zibeline, l'hermine et le vison. 

## Écotourisme
En tant que réserve naturelle stricte, la réserve de Magadan est principalement fermée au grand public, bien que les scientifiques et ceux qui ont des objectifs d'éducation environnementale puissent prendre des dispositions avec la direction du parc pour des visites. La réserve met cependant à disposition du public la possibilité de faire des excursions écotouristiques sur le site, mais les visiteurs doivent se joindre à un groupe dirigé par un gardien de la réserve et doivent obtenir des permis écrits à l'avance. Il y a un centre d'accueil public avec des expositions sur la nature au bureau principal des réserves dans la ville de Magadan.

## Voir également
- Liste des réserves naturelles russes (classe 1a «zapovedniks»)
- îles Yamsk dont Atykane